# جولی جانستن
جولی بت جانستن (انگلیسی: Julie Beth Johnston؛ زادهٔ ۶ آوریل ۱۹۹۲) یک بازیکن فوتبال اهل ایالات متحده آمریکا است.
از باشگاه‌هایی که در آن بازی کرده‌است می‌توان به شیکاگو رد استارز اشاره کرد.
وی از سال ۲۰۱۳ در تیم ملی فوتبال زنان ایالات متحده آمریکا بازی می‌کند.